# Apponyi Antal (főispán)
Gróf nagyapponyi Apponyi Antal György (Pozsony, 1751. december 4. – Bécs, 1817. március 17.) nagybirtokos főnemes, politikus, főispán, az Apponyi családi könyvtár alapítója.

## Élete
Gróf Apponyi György (1736–1782) és gróf Lamberg Franciska (1734–1787) fiaként született a híres Apponyi családba. Egyetlen testvéréről lehet tudni, aki báró Perényi Imréné gróf Apponyi Mária Jozefa volt. Felsőbb tanulmányait a bécsi Theresianumban végezte, 1772-ben nyomtatásban is megjelent téziseiben liberális eszméit különösen valláspolitikai kérdésekben hirdette. 1774-ben a Habsburg Birodalom Galícia tartományának kormányszéki tanácsosa lett, 1778-tól pedig ugyanilyen beosztásban dolgozott Fiume városában, majd a következő évtől egészen 1784-ig helytartósági tanácsos volt. 1790-től Tolna vármegye főispáni székébe került, amely korábban édesapjáé volt. 20 éves működése alatt a helyi rendekkel nagy egyetértésben működött, egyetlen esettől eltekintve. 1802-ben Apponyi egy neves bécsi orvost, Andreas Mosetiget nevezte ki vármegyei tisztifőrvossá. Tette ezt annak ellenére is, hogy a vármegyében Babits Mihályt, a költő dédapját szerették volna ebben a pozícióban látni. Habár a tolnaiak fejet hajtottak a főispán döntése előtt, Mosetig kinevezésével soha nem békéltek meg. Apponyi főispáni székéből 1811-ben vonult nyugalomba.
Korának egyik híresen művelt főura volt, kedvelte és pártolta a tudományokat és a művészetet. II. József ki is tüntette, de akkor a neki felajánlott királyi biztosi hivatalt visszautasította. Igen fiatalon, 1774-ben Bécsben fektette le a későbbi családi könyvtár alapjait. Ebben a gyűjteményben később nemcsak könyvritkaságok, de festmények és egyéb műtárgyak is helyet kaptak. A könyvtárat fia később Pozsonyba költöztette, majd az 1850-es években a család közkönyvtárrá alakította.
Hőgyészi kastélyának 1784-től parkot alakíttatott ki, majd nem sokkal később ugyanitt szegényházat alapított. 1789-ben édesapja végrendeletének értelmében Pálfa községben katolikus templomot építtetett. Hőgyész katolikus templomát 1799-ben késő barokk–klasszicista stílusban építtette meg.

### Családja
1779-ben vette nőül Caroline zu Lodron-Laterano grófnőt (1756–1825). Kilenc közül az alábbi hét gyermekük érte meg a felnőttkort:
- György (1780–1849); neje: gróf Zichy Anna (1780–1866)
- Anna (1781–1852); férje: Alexander Piatti őrgróf (?–1831)
- Antal (1782–1852) diplomata; neje: Theresia Nogarola grófnő (1790–1874)
- József (1784–1863); neje: gróf Pejácsevich Terézia (1799–1877)
- Karolina (1789–1872); férje: Anton von Collalto herceg (1784–1854)
- Mária Borbála (1791–1844); férje: Leopold von Hackelberg báró
- Franciska (1793–1863); férje: Joseph von Tige gróf (1788–1870)